# اپرمون-سیور-آلیر
اپرمون-سیور-آلیر (به فرانسوی: Apremont-sur-Allier) یک کمون در فرانسه است که در شر (فرانسه) واقع شده‌است. اپرمون-سیور-آلیر ۳۰٫۶۹ کیلومتر مربع مساحت دارد ۱۹۷ متر بالاتر از سطح دریا واقع شده‌است.